# Ernst Meyer (psychiatra)

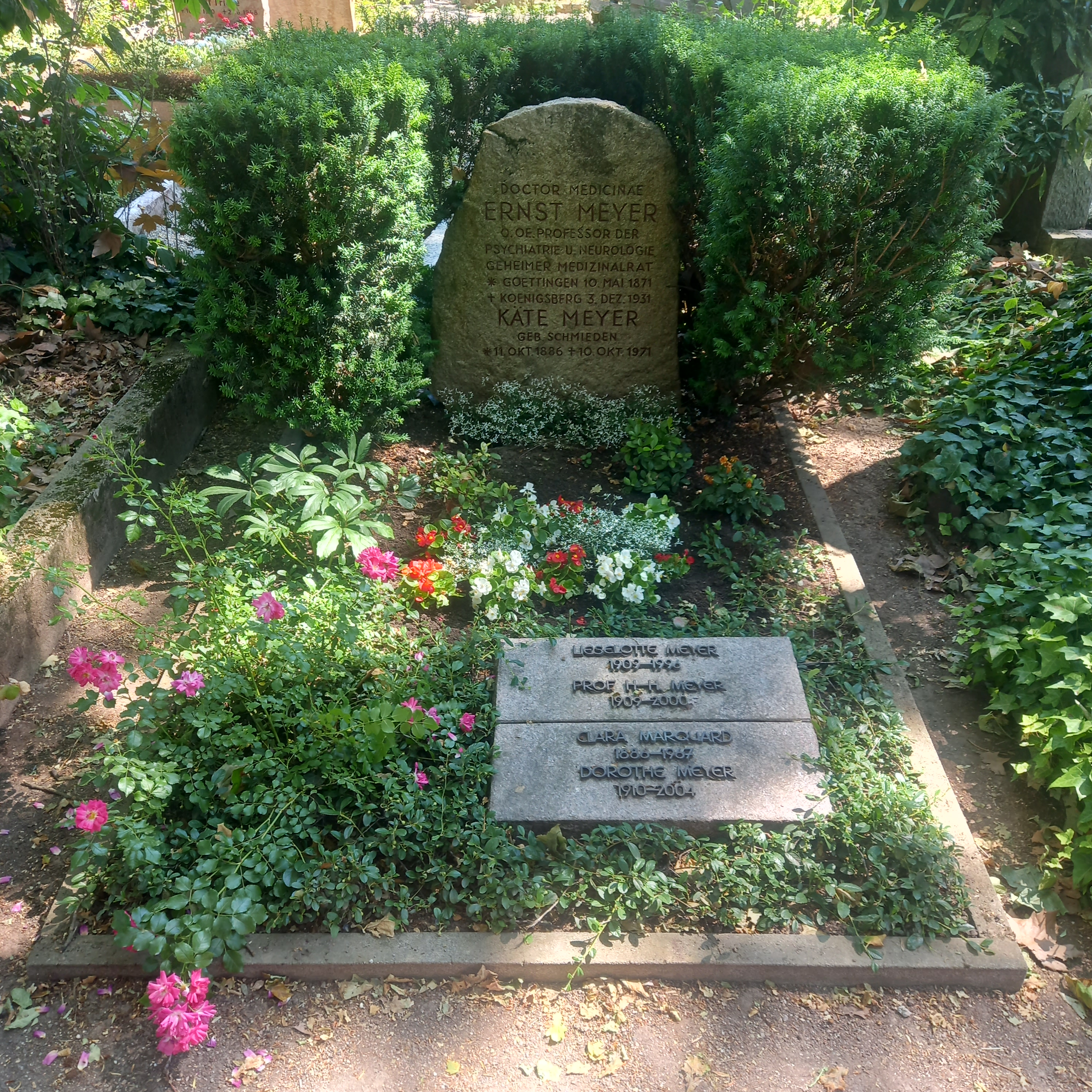
Grobowiec rodzinny na Neuenheimer Friedhof w Heidelbergu

Ernst Meyer (ur. 10 maja 1871 w Getyndze, zm. 3 grudnia 1931 w Królewcu) – niemiecki lekarz psychiatra, profesor Uniwersytetu w Królewcu, tajny radca sanitarny.

## Życiorys
Syn psychiatry Ludwiga Meyera (1827–1900). Studiował medycynę na Uniwersytecie w Marburgu i Uniwersytecie w Getyndze. Po otrzymaniu tytułu doktora medycyny w 1894 roku pracował jako asystent w klinikach psychiatrycznych w Getyndze, Tybindze i Kilonii. W 1900 roku habilitował się, w 1904 został profesorem nadzwyczajnym psychiatrii na Uniwersytecie w Królewcu, w 1906 roku profesorem zwyczajnym i dyrektorem kliniki. W 1913 roku został mianowany tajnym radcą sanitarnym. W latach 1918–1919 pełnił funkcję rektora Uniwersytetu w Królewcu.
Ożenił się z Käthe Schmieden z Berlina, mieli czworo dzieci. Dwóch synów: Hans-Hermann Meyer (1909–2000) i Joachim-Ernst Meyer (1917–1998) również zostało psychiatrami. W 1931 ukazał się poświęcony mu zeszyt (Festschrift) czasopisma „Archiv für Psychiatrie und Nervenkrankheiten”.
Jego uczniami byli m.in. Frieda Fromm-Reichmann i Walther Riese.

## Wybrane prace
- Ueber Ausscheidungstuberkulose der Niere. Göttingen: Kästner, 1894
- Beitrag zur Kenntniss der acut entstandenen Psychosen und der katatonischen Zustände[3]. 1899
- Psychiatrie (= Diagnostische und therapeutische Irrtümer und deren Verhütung. Bd. 2). Leipzig: Thieme, 1917; 2., verbesserte Auflage 1923.
- Krankheiten des Gehirns und des verlängerten Marks (= Diagnostische und therapeutische Irrtümer und deren Verhütung. Bd. 12). Leipzig: Thieme, 1921.